# Чизлаго
Чизла́го, Числаго (итал. Cislago) — коммуна в Италии, располагается в провинции Варесе области Ломбардия.
Население составляет 9118 человек (на 2004 г.), плотность населения составляет 909 чел./км². Занимает площадь 10 км². Почтовый индекс — 21040. Телефонный код — 02.
В коммуне 15 августа особо празднуется Успение Пресвятой Богородицы. Покровителем коммуны почитается Абонданций, празднование во второй понедельник после Пасхи.